# Roman Kozubek
Roman Kozubek SVD (ur. 26 lutego 1908 w Paniówkach, zm. 16 maja 1940 w KL Sachsenhausen) – górnośląski duchowny katolicki, werbista, Sługa Boży Kościoła katolickiego.

## Życiorys

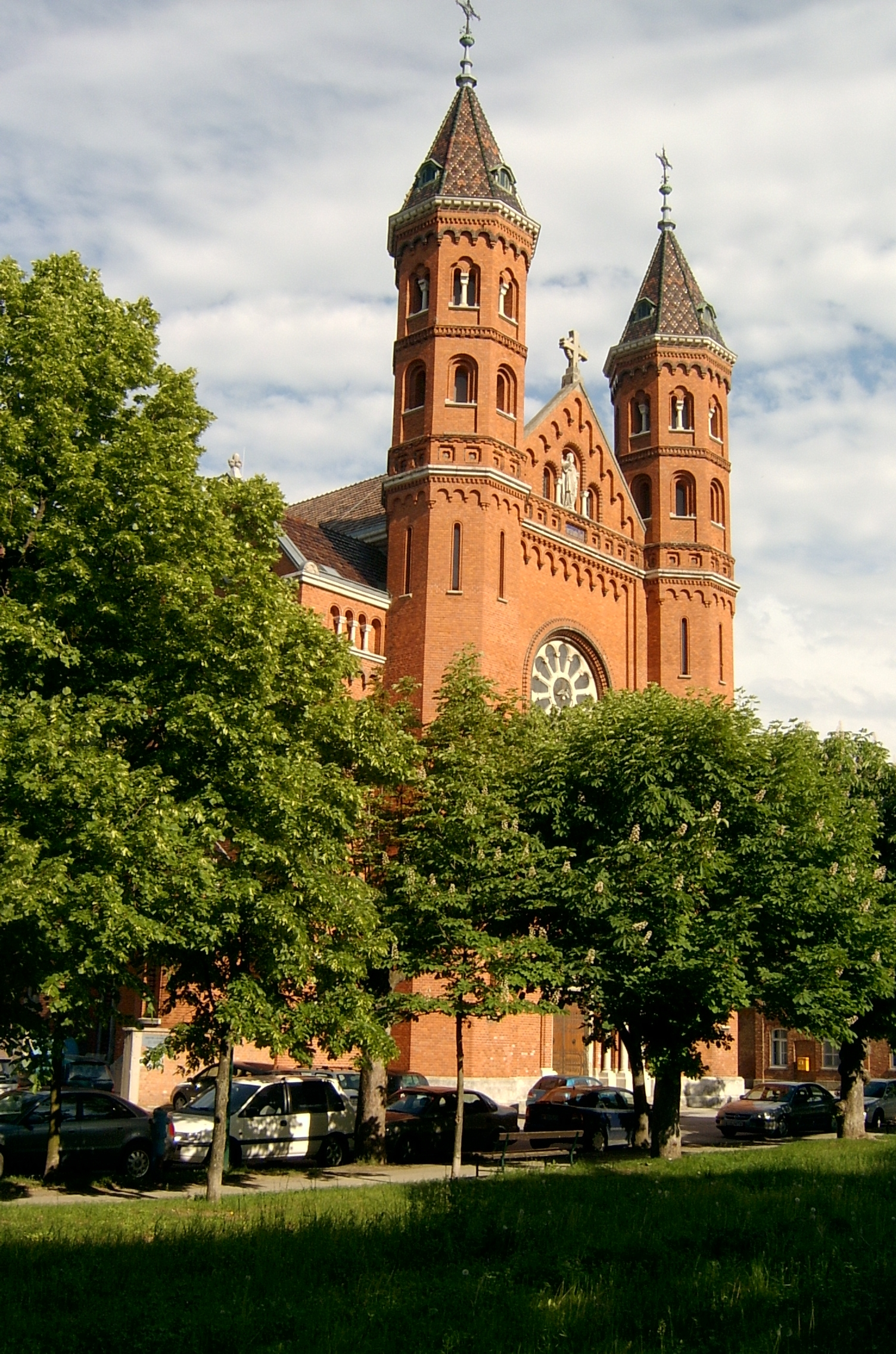
Dom misyjny Sankt Gabriel pod Wiedniem

Po ukończeniu nowicjatu w St. Gabriel pod Wiedniem 20 sierpnia 1936 otrzymał święcenia kapłańskie. Skierowany do pracy w Gimnazjum w Górnej Grupie pracował tam jako nauczyciel języka niemieckiego i prac ręcznych.
Po wybuchu II wojny światowej, Niemcy 28 października 1939 internowali wszystkich duchownych przebywających w Domu św. Józefa i utworzyli w nim obóz tymczasowy.
Eksterminacja miejscowego duchowieństwa rozpoczęła się już 18 listopada 1939 rozstrzelaniem w pobliskim lesie dwudziestu księży i kleryków.
Ojciec Roman Kozubek został przewieziony do niemieckiego obozu obozu koncentracyjnego Sachsenhausen (KL), gdzie zmarł. Przed śmiercią udało mu się odbyć spowiedź.

## Proces beatyfikacyjny
Jest jednym z 122 Sług Bożych wobec których 17 września 2003 rozpoczął się drugi proces beatyfikacyjny drugiej grupy polskich męczenników z okresu II wojny światowej. 23 kwietnia 2008 zamknięto w Misyjnym Seminarium Duchownym Księży Werbistów w Pieniężnie proces rogatoryjny (diecezjalny etap procesu beatyfikacyjnego).